# Prix des Ambassadeurs
Le prix des Ambassadeurs est un prix littéraire fondé en 1948 par Jean-Pierre Dorian, et décerné chaque année à un auteur de langue française, soit pour un livre soit pour une œuvre, traitant le domaine historique ou politico-historique. Il est remis au Sénat, à Paris. Avant le passage à l'euro, son montant était de 10 000 francs.
Le jury est aujourd'hui composé d'un maximum de vingt ambassadeurs étrangers en poste à Paris, qui partagent une excellente connaissance de la langue et de la culture françaises. Il est assisté d'un comité consultatif présidé par le secrétaire perpétuel de l'Académie française.

## Liste des lauréats
- 1948 : Antoine de Saint-Exupéry, pour Citadelle[1]
- 1949 : Henri Bosco, pour Malicroix[2]
- 1950 : Simone Weil, pour Attente de Dieu[3]
- 1951 : René Laporte, pour l'ensemble de son œuvre[4]
- 1952 : André Billy, pour l'ensemble de son œuvre[5]
- 1953 : Jean Guéhenno, pour Jean-Jacques[6]
- 1954 : Pierre-Henri Simon, pour Les hommes ne veulent pas mourir[7]
- 1955 : Marcel Brion, pour Schumann et l'âme romantique[8]
- 1956 : Jacques Chastenet, pour Winston Churchill[9]
- 1957 : Raymond Picard, pour La Carrière de Jean Racine[10]
- 1958 : Joseph Kessel, pour Le Lion[11]
- 1959 : non décerné[8]
- 1960 : non décerné[8]
- 1961 : non décerné[8]
- 1962 : Raymond Aron, pour Paix et guerre entre les nations[12]
- 1963 : Pierre Gaxotte, pour Histoire de l'Allemagne[8]
- 1964 : Paul Stehlin, pour Témoignage pour l'histoire[13]
- 1965 : André Maurois, pour l'ensemble de son œuvre, à l'occasion de la sortie de Prométhée ou la vie de Balzac[14]
- 1966 : Philippe Erlanger, pour l'ensemble de son œuvre et plus particulièrement pour Louis XIV[15]
- 1967 : non décerné[16]
- 1968 : René de La Croix de Castries, pour Madame du Barry[17]
- 1969 : Fresnette Pisani-Ferry, pour Le Général Boulanger[16]
- 1970 : André Chastel, pour le Mythe de la Renaissance[18]
- 1971 : Jean Orieux, pour Talleyrand, ou le sphinx incompris[19]
- 1972 : José Cabanis, pour Charles X, roi ultra[20]
- 1973 : Georges Duby, pour Le Dimanche de Bouvines [21]
- 1974 : André Castelot, pour l'ensemble de son œuvre, et notamment pour son dernier ouvrage Napoléon III[22]
- 1975 : Antoine Béthouart[23]
- 1976 : Jacques Levron, pour Choiseul, un sceptique au pouvoir[24]
- 1977 : Henri Troyat, pour Catherine la grande[8]
- 1978 : Jean Favier[25]
- 1979 : Jean-Baptiste Duroselle, pour la Décadence[26]
- 1980 : Olivier Guichard pour Mon général[27]
- 1981 : Françoise Chandernagor, pour L'Allée du Roi[28]
- 1982 : André Fontaine, pour Un seul lit pour deux rêves[29]
- 1983 : Jean des Cars, pour Élisabeth d'Autriche[30]
- 1984 : non décerné
- 1985 : Alain Decaux, pour Victor Hugo[31]
- 1986 : Jean Lacouture, pour De Gaulle
- 1987 : Pierre Grimal, pour Cicéron[32]
- 1988 : Édouard Bonnefous, pour Avant l'oubli[33]
- 1989 : François Furet, pour La Révolution. Histoire de France[34]
- 1990 : Jacques-Francis Rolland, pour Boris Savinkov, l'homme qui défia Lénine[35]
- 1991 : Gabriel de Broglie, pour Guizot
- 1992 : Bernard Vincent, pour 1492, l'année admirable
- 1993 : Jacqueline de Romilly, pour Pourquoi la Grèce ?
- 1994 : Daniel Roche, pour La France des Lumières[36]
- 1995 : Jacques Leprette, pour Une clef pour l'Europe[37]
- 1996 : Thierry de Montbrial, pour Mémoire du temps présent[38]
- 1997 : Hélène Carrère d'Encausse, pour Nicolas II, la transition interrompue[39]
- 1998 : Alain Peyrefitte, pour C'était de Gaulle[40]
- 1999 : Ghislain de Diesbach, pour Ferdinand de Lesseps
- 2000 : François Fejtő, pour Le Passager du siècle
- 2001 : Dominique de Villepin, pour Les Cent-Jours ou l'Esprit de sacrifice
- 2002 : Simone Bertière, pour Marie-Antoinette l'insoumise[41]
- 2003 : René Rémond, pour l'ensemble de son œuvre, à l'occasion de la sortie de La République souveraine
- 2004 : Pierre Milza, pour Napoléon III, le populisme couronné[42]
- 2005 : Jacques Marseille, pour Empire colonial et capitalisme français
- 2006 : Mona Ozouf, pour Varennes, la mort de la royauté
- 2007 : Jean Tulard, pour Napoléon - Les grands moments d'un destin
- 2008 : Françoise Hildesheimer, pour La double mort du roi Louis XIII
- 2009 : Georgette Elgey, pour La Fin - la République des Tourmentes
- 2010 : Pierre Grosser, pour 1989, l’année où le monde a basculé[43]
- 2011 : Philippe Paquet, pour Madame Chiang Kai-shek. Un siècle d'histoire de la Chine
- 2012 : Emmanuel de Waresquiel, pour Talleyrand, Dernières nouvelles du diable
- 2013 : Jacques de Saint Victor, pour Un pouvoir invisible - Les mafias et la société démocratique (XIXe – XXIe siècles)[44]
- 2014 : Fabrice Wilhelm, pour L'Envie - Une passion démocratique au XIXe siècle[45]
- 2015 : Eric Jennings, pour La France libre fut africaine[46]
- 2016 :
- 2017 : Scholastique Mukasonga, pour Notre-Dame du Nil[47]
- 2018 :

Grand Prix du Groupe des ambassadeurs francophones de France :
- 2019 :
- 2020 : Claude Martin, pour La diplomatie n’est pas un dîner de gala[48]
- 2021 : Amin Maalouf, pour Le naufrage des civilisations[49]
- 2022 : Frédéric Mitterrand, pour 1938, l’œil du cyclone[50]
- 2023 : Dany Laferrière, pour Petit traité du racisme en Amérique[51]